# Michel-Nicolas Balisson de Rougemont
Pour les articles homonymes, voir Rougemont.
Michel-Nicolas Balisson, baron de Rougemont, né à La Rochelle le 7 février 1781 et mort à Paris le 16 juillet 1840, est un journaliste, romancier et auteur dramatique français.

## Biographie
Originaire de Plessix-Balisson, en Bretagne et de Sourdeval, en Normandie, Michel-Nicolas Balisson de Rougemont est le fils de Jacques Balisson de Rougemont et d'Elisabeth Boé.
Il est l'inventeur probable du « mot de Cambronne ».

## Théâtre
Rougemont a écrit de nombreuses pièces, seul ou en compagnie. Les plus importantes sont : 
- Les Amants valets ;
- L’Amour à l’anglaise ;
- La Belle Bourbonnaise ;
- Chantons et Facéties ;
- La Femme innocente, malheureuse et persécutée ;
- La Fille unique ;
- L'Ingénue de Brive-la-Gaillarde ;
- Jeanne Vaubernier, ou la Cour de Louis XV ;
- la Laitière de Montfermeil ;
- Madelon Friquet ;
- Mademoiselle Musard ;
- Le Mari supposé ;
- Le Mariage du ci-devant jeune homme ;
- Monsieur et Madame Denis, co-écrite avec Marc-Antoine-Madeleine Désaugiers ;
- Pamela, ou la Fille du portier ;
- La Reine des blanchisseuses ;
- Le Rôdeur français ;
- La Rosière de Verneuil ;
- Salvoisy, ou l'Amoureux de la reine ;
- Sophie, ou la Nouvelle Cendrillon ;
- Le Voile bleu.
- 1808 : Monsieur et Madame Denis, ou la Veille de la Saint-Jean, tableau conjugal en 1 acte, mêlé de vaudevilles, avec Désaugiers (23 juin)
- 1809 : Hector, ou le Valet de carreau, jeu de cartes en 5 parties, avec Désauigiers et Michel-Joseph Gentil de Chavagnac, théâtre du Vaudeville , 25 février
- 1812 : La Matrimonio-manie, ou Gai, gai mariez-vous !, comédie en 1 acte avec Marc-Antoine-Madeleine Désaugiers et Michel-Joseph Gentil de Chavagnac, théâtre des Variétés, 10 novembre
- 1821 : Les Ermites comédie-vaudeville en 1 acte d'Edmond Crosnier, Aimé Desprez et Michel-Nicolas Balisson de Rougemont, Théâtre de la Porte-Saint-Martin
- 1832 : Jeanne Vaubernier ou la cour de Louis XV, comédie en trois actes, avec Jean-Baptiste-Pierre Lafitte et Augustin Lagrange
- 1835 : La Croix d'or de Charles Dupeuty et Michel-Nicolas Balisson de Rougemont, Théâtre du Palais Royal
- 1836 : Léon, drame en 5 actes, Théâtre de la Porte-Saint-Martin, 1er décembre (Lire dans Le Magasin théâtral, tome 15, Paris : chez Marchant, 1837)

## Sources
- Antoine Alexandre Barbier, Joseph-Marie Quérard, Dictionnaire des ouvrages anonymes, Paris, Féchoz et Letouzey, 1882, p. 438.